# توماس دبليو. سيمونز جونيور
توماس دبليو. سيمونز جونيور (بالإنجليزية: Thomas W. Simons, Jr.)‏ هو دبلوماسي ومؤرخ أمريكي، ولد في 4 سبتمبر 1938 في كروسبي في الولايات المتحدة.

## وصلات خارجية
- توماس دبليو. سيمونز جونيور على موقع إن إن دي بي (الإنجليزية)